# Desa Pujungan
Desa Pujungan är en administrativ by i Indonesien.   Den ligger i provinsen Provinsi Bali, i den sydvästra delen av landet, 900 km öster om huvudstaden Jakarta. Desa Pujungan ligger på ön Bali.